# Libra cipriota
A libra ou lira cipriota (em grego λίρα; plural λίρες) foi a moeda utilizada no Chipre até 1 de janeiro de 2008, quando foi substituída pelo euro. A taxa fixa de câmbio é 0,585274 liras ciprioras por 1 euro.